# Klämhuvudspindel
Klämhuvudspindel (Typhochrestus digitatus) är en spindelart som först beskrevs av O. Pickard-Cambridge 1872.  Klämhuvudspindel ingår i släktet Typhochrestus och familjen täckvävarspindlar. Arten är reproducerande i Sverige. Inga underarter finns listade i Catalogue of Life.